# مجتهد التخريج
مجتهد التخريج هو مجتهد مقيد في اجتهاده بمذهب من المذاهب الفقهية، ويكون مجتهدا مقيدا في مذهب إمامه، ولا يكون اجتهاده في جميع أحكام الشرع، ولا في كل أبواب الفقه، بل يكون اجتهاده في التخريج والاستنباط فيما ليس بمنصوص عليه في مذهب إمامه، فيستقل بتقرير ذلك بالدليل، غير أنه لا يتجاوز في أدلته أصول إمامه وقواعده، ومن شأنه أن يكون عالما بالفقه خبيرا بأصول الفقه، عارفا بأدلة الأحكام تفصيلا، بصيرا بمسالك الأقيسة والمعاني تام الارتياض في التخريج والاستنباط قيما بإلحاق ما ليس بمنصوص عليه في مذهب إمامه بأصول مذهبه وقواعده.
ويتخذ أصول نصوص إمامه أصولا يستنبط منها تلك الأحكام، كما يفعل المجتهد المستقل بنصوص الشارع، وربما مر به الحكم وقد ذكره إمامه بدليله فيكتفي بذلك ولا يبحث هل لذلك الدليل من معارض.
وهو مع ذلك لا يخلو عن شوب من التقليد لإمامه؛ لإخلاله ببعض العلوم والأدوات المعتبرة في المجتهد المستقل، كالإخلال بعلم الحديث أو بعلم اللغة العربية. فهو لا يستوفي النظر في شروطه كما يفعله المستقل، قال ابن الصلاح: وهذه صفة أصحاب الوجوه والطرق في المذهب وعلى هذه الصفة كان أئمة أصحابنا أو أكثرهم، ومن كان هذا شأنه فالعامل بفتياه مقلد لإمامة لاله معوله على صحة إضافة ما يقوله إلى إمامه لعدم استقلاله بتصحيح نسبته إلى الشارع.
ويكون مجتهدا مقيدا بمعنى: أنه غير مستقل في اجتهاده بل يكون مقيدا من حيث أن اجتهاده يكون مقيدا فيما لا نص عليه في مذهب إمامه، ويؤخذ من هذا: أن استقلال المجتهد المقيد يكون بالاجتهاد والفتوى في مسألة خاصة أو في باب خاص. كالخصاف والطحاوي والكرخي والحلواني والسرخسي والبزدوي وقاضي خان من الحنفية، والأبهري وابن أبي زيد القيرواني من المالكية، وأبي إسحاق الشيرازي والمروذي ومحمد بن جرير الطبري وأبي نصر وابن خزيمة من الشافعية، والقاضي أبي يعلى والقاضي أبي علي بن أبي موسى من الحنابلة. ويسمى هؤلاء أصحاب الوجوه والطرق في المذهب وتكون هذه الأقوال منسوبة لأصحاب إمام المذهب، لا لإمام المذهب. وفي التقسيم الذي ذكره ابن عابدين يعد مجتهد التخريج في المرتبة الرابعة بعد مرتبة المجتهد في المسائل التي لا نص عليها في المذهب، ولا فرق عند الجمهور بين مجتهد التخريج وبين المجتهد في المسائل التي لا نص عليها، فكلاهما في رتبة واحدة.

## التخريج فيما لا نص عليه
يعرف التخريج فيما لا نص عليه في مذهب إمام المذهب بأنه: إلحاق الحكم فيما لم ينص عليه إمام مذهبه بما نص عليه إليه إمامه. قال ابن الصلاح: يجوز له أن يفتي فيما لا يجده من أحكام الوقائع منصوصا عليه لإمامه بما يخرجها على مذهبه، هذا هو الصحيح الذي عليه العمل وإليه مفزع المفتين من مدد مديدة. فالمجتهد في مذهب الشافعي مثلا المحيط بقواعد مذهبه المتدرب في مقاييسه وسبل متفرقاته وتنزل كما قدمنا ذكره في الإلحاق بمنصوصاته وقواعد مذهبه منزلة المجتهد المستقل في إلحاقه ما لم ينص عليه الشارع بما نص عليه وهذا أقدر على هذا من ذاك على ذاك فإن هذا يجد في مذهب إمامه من القواعد الممهدة والضوابط المهذبة ما لا يجده المستقل في أصول الشرع ونصوصه. ثم إن المستفتي فيما يفتيه به من تخريجه هذا مقلد لإمامه لا له، قطع بهذا الشيخ أبو المعالي ابن الجويني في كتابه الغياثي، وأنا أقول ينبغي أن يخرج هذا على خلاف حكاه الشيخ أبو إسحاق الشيرازي في أن ما يخرجه أصحابنا رحمهم الله على مذهب الشافعي -رحمه الله- هل يجوز أن ينسب إليه؟ واختار الشيخ أبو إسحاق أنه لا يجوز أن ينسب إليه.

## أنواع التخريج في المسائل
تخريج المجتهد تارة يكون تخريجا من نص معين لإمامه في مسألة معينة، وتارة لا يجد لإمامه نصا معينا يخرج منه، ففي الحالة الأولى من التخريج في صورة فيها نص لإمامه. وإن وقع هذا النوع من التخريج في صورة فيها نص لإمامه مخرجا خلاف نصه فيها من نص آخر في صورة أخرى سمي قولا مخرجا. وفي الحالة الثانية التي لا يجد لإمامه نصا معينا يخرج منه، فيخرج على وفق أصول مذهب إمامه بأن يجد دليلا من جنس ما يحتج به إمامه وعلى شرطه، فيفتي بموجبه. وإذا وقع النوع الثاني في صورة قد قال فيها بعض الأصحاب غير ذلك سمي ذلك وجها، ويقال: فيها وجهان.
قال ابن الصلاح: «وشرط التخريج المذكور عند اختلاف النصين أن لا يجد بين المسألتين فارقا ولإمامه في مثل ذلك أي علة جامعة وهو من قبيل إلحاق الأمة بالعبد في قوله ﷺ: "من أعتق شركا له في عبد قوم عليه". ومهما أمكنه الفرق بين المسألتين لم يجز له على الأصح التخريج فلزمه تقرير النظير على ظاهرهما معتمدا على الفارق وكثير ما يختلفون في القول بالتخريج في مثل ذلك لاختلافهم في إمكان الفرق».

### النص والمخرج
المنصوص أو النص هو: ما نص عليه إمام المذهب في مسألة. والمخرج هو: الذي يقوم المجتهد بتخريجه من المنصوص في نظير المسألة على حكم مخالف. مثاله: نص الشافعي في مضغة -قال القوابل لو بقيت لتصورت- على انقضاء العدة بها؛ لأن مدارها على تيقن براءة الرحم، وقد وجد. والمعنى: أن انقضاء العدة يحصل بخروج المضغة التي قالت القوابل: أنها لو بقيت لتصوت؛ لأن مدار انقضاء مبني على تيقن براءة الرحم وقد حصل ذلك بالمضغة. وعدم حصول أمية الولد بالمضغة؛ لأن مدارها على وجود اسم الولد، ولم يوجد.
قال ابن حجر في التحفة على قوله: (مخرج): من نصه في نظير المسألة على حكم مخالف بأن ينقل بعض أصحابه نص كل إلى الأخرى فيجتمع في كل منصوص ومخرج، ثم الراجح إما المخرج وإما المنصوص وإما تقرير النصين والفرق وهو الأغلب ومنه النص في مضغة قال القوابل لو بقيت لتصورت على انقضاء العدة بها؛ لأن مدارها على تيقن براءة الرحم، وقد وجد وعدم حصول أمية الولد بها؛ لأن مدارها على وجود اسم الولد، ولم يوجد.
قال الرملي في النهاية: ويكون هناك أي: مقابله وجه ضعيف أو قول مخرج من نص له في نظير المسألة لا يعمل به. وكيفية التخريج كما قاله الرافعي في باب التيمم أن يجيب الشافعي بحكمين مختلفين في صورتين متشابهتين ولم يظهر ما يصلح للفرق بينهما، فينقل الأصحاب جوابه من كل صورة إلى الأخرى فيحصل في كل صورة منهما قولان منصوص ومخرج، المنصوص في هذه هو المخرج في تلك، والمنصوص في تلك هو المخرج في هذه، وحينئذ فيقولون قولان بالنقل والتخريج أي نقل المنصوص من هذه الصورة إلى تلك وخرج فيها وكذلك بالعكس، قال: ويجوز أن يكون المراد بالنقل الرواية. والمعنى: أن في كل من الصورتين قولا منصوصا وآخر مخرجا، ثم الغالب في مثل هذا عدم إطباق الأصحاب على التخريج، بل ينقسمون إلى فريقين: فريق يخرج، وفريق يمتنع ويستخرج فارقا بين الصورتين ليستند إليه. وقال أيضا: الأصح أن القول المخرج لا ينسب للشافعي إلا مقيدا؛ لأنه ربما يذكر فرقا ظاهرا لو روجع فيه.
وقال النووي: «وحيث أقول الجديد فالقديم خلافه أو القديم أو في قول قديم فالجديد خلافه». وقال الرملي في النهاية: والقديم ما قاله الشافعي بالعراق أو قبل انتقاله إلى مصر، وأشهر رواته أحمد بن حنبل والزعفراني والكرابيسي وأبو ثور، وقد رجع الشافعي عنه رضي الله عنه وقال: لا أجعل في حل من رواه عني. وقال الإمام: لا يحل عد القديم من المذهب، وقال الماوردي في أثناء كتاب الصداق: غير الشافعي جميع كتبه القديمة في الجديد إلا الصداق فإنه ضرب على مواضع منه وزاد مواضع.
والجديد ما قاله بمصر، وأشهر رواته البويطي والمزني والربيع المرادي والربيع الجيزي وحرملة ويونس بن عبد الأعلى وعبد الله بن الزبير المكي ومحمد بن عبد الله بن عبد الحكم وأبوه، ولم يقع للمصنف التعبير بقوله وفي قول قديم، ولعله ظن صدور ذلك منه فيه، وإذا كان في المسألة قولان قديم وجديد فالجديد هو المعمول به إلا في نحو سبع عشرة مسألة أفتى فيها بالقديم.
قال بعضهم: وقد تتبع ما أفتى فيه بالقديم فوجد منصوصا عليه في الجديد أيضا، وقد نبه في المجموع على شيئين: أحدهما أن إفتاء الأصحاب بالقديم في بعض المسائل محمول على أن اجتهادهم أداهم إليه لظهور دليله ولا يلزم ومن ذلك نسبته إلى الشافعي، قال: وحينئذ فمن ليس أهلا للتخريج يتعين عليه العمل والفتوى بالجديد، ومن كان أهلا للتخريج والاجتهاد في المذهب يلزمه اتباع ما اقتضاه الدليل في العمل والفتوى مبينا أن هذا رأيه وأن مذهب الشافعي كذا وكذا، قال: وهذا كله في قديم لم يعضده حديث لا معارض له، فإن اعتضد بذلك فهو مذهب الشافعي، فقد صح أنه قال: إذا صح الحديث فهو مذهبي. الثاني أن قولهم إن القديم مرجوع عنه وليس بمذهب الشافعي محله في قديم نص في الجديد على خلافه، أما قديم لم يتعرض في الجديد لما يوافقه ولا لما يخالفه فإنه مذهبه، وإذا كان في الجديد قولان فالعمل بما رجحه الشافعي، فإن لم يعلم فبأحدهما، وإن قالهما في وقت واحد ولم يرجح شيئا وذلك قليل أو لم يعلم هل قالهما أو مرتبا لزم البحث عن أرجحهما بشرط الأهلية، فإن أشكل توقف فيه كما مر إيضاحه.

## شروط المجتهد
شروط المجتهد قسمان أحدها: شروط عامة وهي الشروط التي يلزم أن تجتمع في جميع أصناف المجتهدين، وفيمن يتولى الإفتاء والقضاء بأن يمتلك الأهلية والكفاءة العلمية والمعرفة بالأحكام الشرعية، وأن لم يبلغ رتبة الاجتهاد المطلق، وقد ذكرها ابن الصلاح في أدب الفتيا، وذكرها النووي في المجموع فقال: «شرط المفتي كونه مكلفا مسلما وثقة مأمونا متنزها عن أسباب الفسق وخوارم المروءة، فقيه النفس، سليم الذهن، رصين الفكر، صحيح التصرف والاستنباط، متيقظا». وقال أيضا: يشترط في المفتي المنتسب إلى مذهب إمام كما سبق أن يكون فقيه النفس، حافظا مذهب إمامه، ذا خبرة بقواعده، وأساليبه ونصوصه. وشروط المفتي وصفاته كما ذكرها ابن الصلاح هي: أن يكون مكلفا مسلما ثقة مأمونا منزها من أسباب الفسق ومسقطات المروءة؛ لأن من لم يكن كذلك فقوله غير صالح للاعتماد -وإن كان من أهل الاجتهاد- ويكون فقيه النفس سليم الذهن رصين الفكر صحيح التصرف والاستنباط متيقظا. وهذه شروط المجتهد بوجه عام.
القسم الثاني من شروط المجتهد فيما إذا كان المجتهد في رتبة المجتهد المطلق؛ فيشترط فيه مع هذه الشروط السابقة وجود شروط إضافية أخرى منها: أن يكون قيما بمعرفة أدلة الأحكام الشرعية من الكتاب والسنة والإجماع والقياس وما التحق بها على التفصيل المذكور في كتب الفقه وغيرها، وأن يكون عالما بما يشترط في الأدلة ووجوه دلالاتها، ويكفيه اقتباس الأحكام منها وذلك يستفاد من علم أصول الفقه، وأن يكون عارفا من علم القرآن وعلم الحديث وعلم الناسخ والمنسوخ وعلمي النحو واللغة، وأختلاف العلماء واتفاقهم بالقدر الذي يتمكن به من الوفاء بشروط الأدلة والاقتباس منها، وأن يكون ذا دراية وارتياض في استعمال ذلك، وأن يكون عالما بالفقه ضابطا لأمهات مسائله وتفاريعه المفروغ من تمهيدها. فمن جمع هذه الفضائل فهو المفتي المطلق المستقل الذي يتأدى به فرض الكفاية كما يشترط في المفتي المستقل أن يكون مجتهدا مستقلا. قال ابن الصلاح: وكون المفتي حافظا لمسائل الفقه لم يعد من شروط المفتي في كثير من الكتب المشهورة نظرا إلى أنه ليس شرطا لمنصب الاجتهاد، وذلك إن الفقه من ثمراته فيكون متأخرا عنه وشرط الشيء لا يتأخر عنه واشترط ذلك الأستاذ أبو إسحاق الإسفراييني وصاحبه أبو منصور البغدادي وغيرهما، قال ابن الصلاح: واشتراط ذلك في صفة المفتي الذي يتأدى به فرض الكفاية هو الصحيح وإن لم يكن كذلك في صفة المجتهد المستقل على تجرده؛ لأن حال المفتي يقتضي اشتراط كونه على صفة يسهل عليه معها إدراك أحكام الوقائع على القرب من غير تعب كثير وهذا لا يحصل لأحد من الخلق إلا بحفظ أبواب الفقه ومسائله. ولا يشترط أن يستحضر في ذهنه جميع الأحكام، بل يكفي أن يكون حافظا لمعظمها متمكنا من إدراك الباقي على القرب. ويشترط فيه أن يعرف من الحساب ما يصحح به المسائل الحسابية الفقهية. قال ابن الصلاح: حكى أبو إسحاق وأبو منصور فيه اختلافا للأصحاب، والأصح اشتراطه لأن من المسائل الواقعة نوعا لا يعرف جوابه إلا من جمع بين الفقه والحساب.